# Brod Moravice
Brod Moravice (in italiano Moravizze, desueto) è un comune di 985 abitanti della regione litoraneo-montana in Croazia, che si trova a nord-est del capoluogo regionale di Fiume, vicino al confine con la Slovenia.

## Popolazione
Al censimento 2001 il comune contava 985 abitanti di cui 949 croati, 8 serbi e 7 sloveni.

## Insediamenti
Fanno parte del comune 38 insediamenti (popolazione al censimento 2001):
- Brod Moravice (358 abitanti)
- Colnari (2 abitanti)
- Čučak (10 abitanti)
- Delači (16 abitanti)
- Doluš (2 abitanti)
- Donja Dobra (212 abitanti)
- Donja Lamana Draga (2 abitanti)
- Donji Šajn (disabitato)
- Donji Šehovac (un abitante)
- Goliki (disabitato)
- Gornja Lamana Draga (disabitato)
- Gornji Kuti (42 abitanti)
- Gornji Šajn (11 abitanti)
- Gornji Šehovac (disabitato)
- Goršeti (2 abitanti)
- Kavrani (disabitato)
- Klepeće Selo (4 abitanti)
- Kocijani (10 abitanti)
- Lokvica (37 abitanti)
- Maklen (2 abitanti)
- Male Drage (3 abitanti)
- Moravička Sela (51 abitanti)
- Naglići (disabitato)
- Nove Hiže (disabitato)
- Novi Lazi (8 abitanti)
- Pauci (disabitato)
- Planica (un abitante)
- Podgorani (un abitante)
- Podstene (21 abitanti)
- Razdrto (2 abitanti)
- Smišljak (disabitato)
- Stari Lazi (29 abitanti)
- Šepci Podstenski (2 abitanti)
- Šimatovo (3 abitanti)
- Vele Drage (28 abitanti)
- Zahrt (5 abitanti)
- Zavrh (disabitato)
- Završje (disabitato)